# Karl Kerschl
Karl Kerschl (né en 1974 à Toronto) est un auteur de bande dessinée canadien travaillant pour l'industrie du comic book depuis le milieu des années 1990.

## Œuvres publiées en français
- Assassin's Creed : Subject 4, avec Cameron Stewart, Les Deux Royaumes, 2012.

## Prix et récompenses
- 2011 : Prix Eisner de la meilleure bande dessinée en ligne pour The Abominable Charles Christopher